# والتهام کراس
latitudeوالتهام کراسlongitudeوالتهام کراس
والتهام کراس (به انگلیسی: Waltham Cross) یک منطقهٔ مسکونی در انگلستان است که در شرق انگلستان واقع شده‌است.

## خصوصیات
والتهام کراس ۱۰٬۰۰۰ نفر جمعیت دارد.